# Troy (Kansas)
Troy è un comune degli Stati Uniti d'America, situato nello Stato del Kansas, nella Contea di Doniphan, della quale è il capoluogo.